# 28 أبريل
- السبت
- الأحد
- الاثنين
- الثلاثاء
- الأربعاء
- الخميس
- الجمعة

- 2929 رمضان 1446  هـ
- 301 شوال 1446  هـ
- 312 شوال 1446  هـ
- 13 شوال 1446  هـ
- 24 شوال 1446  هـ
- 35 شوال 1446  هـ
- 46 شوال 1446  هـ
- 57 شوال 1446  هـ
- 68 شوال 1446  هـ
- 79 شوال 1446  هـ
- 810 شوال 1446  هـ
- 911 شوال 1446  هـ
- 1012 شوال 1446  هـ
- 1113 شوال 1446  هـ
- 1214 شوال 1446  هـ
- 1315 شوال 1446  هـ
- 1416 شوال 1446  هـ
- 1517 شوال 1446  هـ
- 1618 شوال 1446  هـ
- 1719 شوال 1446  هـ
- 1820 شوال 1446  هـ
- 1921 شوال 1446  هـ
- 2022 شوال 1446  هـ
- 2123 شوال 1446  هـ
- 2224 شوال 1446  هـ
- 2325 شوال 1446  هـ
- 2426 شوال 1446  هـ
- 2527 شوال 1446  هـ
- 2628 شوال 1446  هـ
- 2729 شوال 1446  هـ
- 2830 شوال 1446  هـ
- 291 ذو القعدة 1446  هـ
- 302 ذو القعدة 1446  هـ
- 13 ذو القعدة 1446  هـ
- 24 ذو القعدة 1446  هـ

28 أبريل أو 28 نيسان أو يوم 28 \ 4 (اليوم الثامن والعشرون من الشهر الرابع) هو اليوم الثامن عشر بعد المئة (118) من السنوات البسيطة، أو اليوم التاسع عشر بعد المئة (119) من السنوات الكبيسة وفقًا للتقويم الميلادي الغربي (الغريغوري). يبقى بعده 247 يوما لانتهاء السنة.

## أحداث
- 1192 - الحشاشون يغتالون ملك مملكة بيت المقدس المنتخب كونراد وذلك أثناء الحملة الصليبية الثالثة.
- 1700 - العثمانيون بقيادة مصطفى داي ينتصرون على سلطان فاس إسماعيل الكبير في «معركة جدوية» والتي قتل من الفاسيين فيها 30 ألفًا.
- 1883 - افتتاح بنك اليابان.
- 1908 - أول 780 مهاجر ياباني يغادرون من ميناء كوبه إلى البرازيل.
- 1917 - الولايات المتحدة تعلن الحرب على الإمبراطورية الألمانية وذلك أثناء الحرب العالمية الأولى.
- 1926 - أحمد نامي بك يتولى رئاسة سوريا.
- 1929 - ملك العراق فيصل الأول يكلف توفيق السويدي بتشكيل وزارة جديدة وذلك عقب تعيين غيلبرت كلايتن مندوبًا بريطانيًا ساميًا في العراق.
- 1939 - أدولف هتلر يعلن إلغاء ميثاق عدم الاعتداء الذي سبق أن وقعه مع بولندا.
- 1945 -
  - بدأ جلسة الجمعية العامة للأمم المتحدة بخصوص قضية فلسطين.
  - إعدام الزعيم الإيطالي بينيتو موسوليني رميًا بالرصاص بعد قيادته الخاسرة لإيطاليا في الحرب العالمية الثانية.
- 1951 - الدكتور محمد مصدق يتولى رئاسة الوزارة في إيران.
- 1952 - نهاية الاحتلال الأمريكي لليابان بتوقيع معاهدة السلام مع اليابان في سان فرانسيسكو.
- 1969 - الرئيس الفرنسي شارل ديغول يستقيل من منصبه ويعلن اعتزاله للعمل السياسي وذلك عقب الاضطرابات الاجتماعية والطلابية التي شهدتها فرنسا عام 1968.
- 1974 - مقتل 8 جنود إسرائيليين في قصف مدفعي سوري على الجولان المحتل، و6 جنود آخرين في حادث سقوط طائرة مروحية قدمت لنقل الجرحى. كانت تلك أكبر خسارة لإسرائيل خلال حرب الاستنزاف التي أعقبت حرب تشرين وانتهت بتوقيع اتفاقية فك الاشتباك والانسحاب الإسرائيلي من القنيطرة.
- 1993 - الخطوط الجوية الأمريكية تسمح لأول مرة في تاريخها للمرأة بقيادة طائِراتها.
- 2004 - مقتل 108 مسلمين في مواجهات بين قوات الأمن وإسلاميين جنوب تايلاند وذلك بعد اقتحام قوات الأمن لأحد المساجد وقتلت 32 شخص كانوا بداخله مما ولد هذه المواجهات.
- 2009 - الرئيس الأمريكي باراك أوباما يختار العالم الحائز على جائزة نوبل أحمد زويل ضمن مجلسه الاستشاري للعلوم والتكنولوجيا.
- 2018 - تأسيس مشروع القدية في الرياض بوضع الملك سلمان بن عبد العزيز آل سعود لحجر أساس المشروع.
- 2022 - برلمان الجبل الأسود ينتخب دريتان أبازوفيتش لمنصب رئيس الوزراء.
- 2025 -
  - فوز الحزب الليبرالي الكندي بزعامة مارك كارني بالانتخابات الفدرالية لسنة 2025.
  - انقطاع التيار الكهربائي في عدة دول في جنوب أوروبا، شمل إسبانيا والبرتغال وإقليم الباسك في فرنسا.

## مواليد
- 1758 - جيمس مونرو، رئيس الولايات المتحدة الخامس، وصاحب مبدأ مونرو.
- 1838 - توبياس ميخائيل كايل آسر، قانوني هولندي حاصل على جائزة نوبل للسلام عام 1911.
- 1884 - إدوارد بينش، رئيس تشيكوسلوفاكيا الثاني.
- 1889 - أنطونيو سالازار، رئيس وزراء البرتغال.
- 1906 - كورت غودل، عالم رياضيات نمساوي.
- 1926 - هاربر لي، روائية أمريكية.
- 1930 - جيمس بيكر، وزير خارجية الولايات المتحدة.
- 1937 -
  - جميل عواد، ممثل أردني.
  - صدام حسين، الرئيس العراقي (1979 - 2003).
- 1940 - فايز الفقيه، صحفي وأستاذ جامعي وسياسي لبناني.
- 1941 - كارل باري شاربلس، عالم كيمياء أمريكي حاصل على جائزة نوبل في الكيمياء عام 2001.
- 1946 -
  - نجوى إبراهيم، مذيعة وممثلة مصرية.
  - نور الشريف، ممثل مصري.
- 1950 - جاي لينو، إعلامي أمريكي.
- 1954 - عصام العريان، سياسي مصري وعضو مكتب إرشاد جماعة الإخوان المسلمين في مصر.
- 1960 - والتر زينغا، لاعب ومدرب كرة قدم إيطالي.
- 1966 - علي رضا بهلوي، نجل شاه إيران محمد رضا بهلوي.
- 1970 - دييغو سيميوني، لاعب ومدرب كرة قدم أرجنتيني.
- 1971 - بريدجيت مويناهان، ممثلة أمريكية.
- 1972 - ملاك الخالدي، ممثلة إماراتية.
- 1973 - جورج غارسيا، ممثل أمريكي.
- 1974 -
  - إيريك فايل، ممثل أداء صوتي أمريكي.
  - بينيلوبي كروز، ممثلة إسبانية.
- 1980 - شمس، مغنية سعودية.
- 1981 -
  - شهاب كنكوني، حارس مرمى كرة قدم كويتي.
  - جيسيكا ألبا، ممثلة أمريكية.
- 1983 -
  - هبة السيسي، ممثلة وعارضة أزياء مصرية.
  - روجر جونسون، لاعب كرة قدم إنجليزي.
- 1985 - تتيانا، ممثلة لبنانية.
- 1986 - سارة الهاني، مغنية لبنانية.
- 1989 - كم سونغ كيو، مغني وكاتب أغاني وراقص كوري.
- 1990 - نادية لالامي، لاعبة تنس مغربية.
- 1994 - شمة حمدان، مغنية إماراتية.

## وفيات
- 1192 - كونراد، ملك بيت المقدس.
- 1853 ـ لودفيغ تيك، شاعر ومترجم ومحرر وروائي ألماني.
- 1932 - ترومان ألدريتش، سياسي أمريكي.
- 1936 - فؤاد الأول، ملك مصر.
- 1945 - بينيتو موسوليني، زعيم إيطاليا الفاشية.
- 1954 - ليون جوو، نقابي فرنسي حاصل على جائزة نوبل للسلام عام 1951.
- 1984 - نبيل فليفل، فيزيائي فلسطيني، اغتاله الموساد.
- 1985 - أسد حيدر، مؤرخ دين عراقي.
- 1999 -
  - يوسف عوف، كاتب مصري.
  - آرثر شاولو، عالم فيزياء أمريكي حاصل على جائزة نوبل في الفيزياء عام 1981.
- 2002 - ألكسندر ليبيد، جنرال وسياسي روسي.
  - ألف رامسي، لاعب ومدرب كرة قدم إنجليزي.
- 2007 - هالة شوكت، ممثلة سورية.
- 2008 - مصطفى بن نخي، خطاط كويتي.
- 2012 - ريجينا مارتينيز، صحفية مكسيكية.

## أعياد ومناسبات
- اليوم العالمي لذكرى العمال الذين قضوا نحبهم أو تعرضوا لعاهات نتيجة عملهم.
- يوم الحداد الوطني في كندا.
- يوم الأبطال الوطنيون في بربادوس.

## وصلات خارجية
- وكالة الأنباء القطريَّة: حدث في مثل هذا اليوم.
- النيويورك تايمز: حدث في مثل هذا اليوم.
- BBC: حدث في مثل هذا اليوم.